# Algeciras CF
Algeciras CF ist ein spanischer Fußballverein aus der andalusischen Stadt Algeciras. Der 1912 gegründete Klub spielt derzeit in der drittklassigen Primera Federación.

## Geschichte
Der andalusische Verein Algeciras CF wurde 1912 gegründet. Es sollte bis zur Saison 1956/57 dauern, bis die Andalusier erstmals in der Segunda División antreten konnten. In mittlerweile neun Spielzeiten war Algeciras in der zweiten spanischen Liga vertreten. Das beste Ergebnis war ein dritter Platz in der Saison 1965/66.

## Stadion
Algeciras CF spielt im Estadio Nuevo Mirador, das eine Kapazität von 7.500 Zuschauern hat. Das Stadion wurde 1999 eingeweiht.

## Erfolge
- Meister Segunda División B (1): 2002/03

## Bekannte ehemalige Spieler
- Cristian Zárate
- Luis Tonelotto
- Raúl Castronovo
- José Luis Rondo
- Idrissa Keita
- Vinny Samways
- David Bermudo
- Luis García Tevenet
- Manuel Olivares